# Conus guineensis
Conus guineensis é uma espécie de gastrópode do gênero Conus, pertencente à família Conidae.